# Paracanthonevra dubia
Paracanthonevra dubia är en tvåvingeart som beskrevs av Hardy 1974. Paracanthonevra dubia ingår i släktet Paracanthonevra och familjen borrflugor. Inga underarter finns listade i Catalogue of Life.